# Hiéroglyphe égyptien O3
La maison, gouvernail, cruchon et pain, en hiéroglyphes égyptiens, est classifiée dans la section O « Bâtiments, parties de bâtiments etc. » de la liste de Gardiner ; cet hiéroglyphe y est noté O3.

## Représentation
Il représente la combinaison d'un plan de maison (hiéroglyphe O1), d'une rame (hiéroglyphe P8) et d'un certain nombre de déterminatif/idéogramme représentant différentes offrandes souhaité ici X3 et W22 mais aussi généralement X4, F1, X2, F63, H1 ou W23. Il est translittéré prt-ḫrw.

## Utilisation
| O1 |

| O1 |

| P8 |

| P8 |

| O3 | / | O3 | X2 · W22 · X4 | X2 |

| O3 | / | O3 | X2 · W22 · X4 | X2 |

| O3 | / | O3 | X2 · W22 · X4 | X2 |

| O3 | / | O3 | X2 · W22 · X4 | X2 |

| P8 |

| P8 |

| O3 | / | O3 | X2 · W22 · X4 | X2 |

| O3 | / | O3 | X2 · W22 · X4 | X2 |

| O3 | / | O3 | X2 · W22 · X4 | X2 |

| O3 | / | O3 | X2 · W22 · X4 | X2 |

(rite d'offrande invocatoire) ». Les déterminatifs qui l'accompagne se lisent en tant qu'idéogrammes. C'est un exemple où l'écriture transmet plus de sens que l'oral.  Aussi le t de l'infinitif prt de prj n'est presque jamais noté probablement par manque de place.